# Musikjahr 1755
Liste der Musikjahre

◄◄ | ◄ | 1751 | 1752 | 1753 | 1754 | Musikjahr 1755 | 1756 | 1757 | 1758 | 1759 | ► | ►►

Weitere Ereignisse
Dieser Artikel behandelt das Musikjahr 1755.

## Ereignisse
- William Boyce wird zum Master of the King’s Musick ernannt.
- Ferdinando Bertoni wird Chorleiter des Ospedale dei Mendicanti in Venedig.
- Die Sopranistin Caterina Gabrielli folgt einem Ruf an den Kaiserhof nach Wien, wo sie in einigen Uraufführungen von Gluck singt: in La danza (Uraufführung am 5. Mai 1755), L‘innocenza giustificata (Uraufführung am 8. Dezember 1755), Il re pastore.[1] Sie arbeitet auch mit Metastasio zusammen, der sie bewundert.
- Während eines Aufenthaltes in Irland trennt sich Thomas Arne von seiner Frau, der Sopranistin Cecilia Young.
- Die Handschriften des Nibelungenlieds werden durch Jacob Hermann Obereit wiederentdeckt.

### Oper

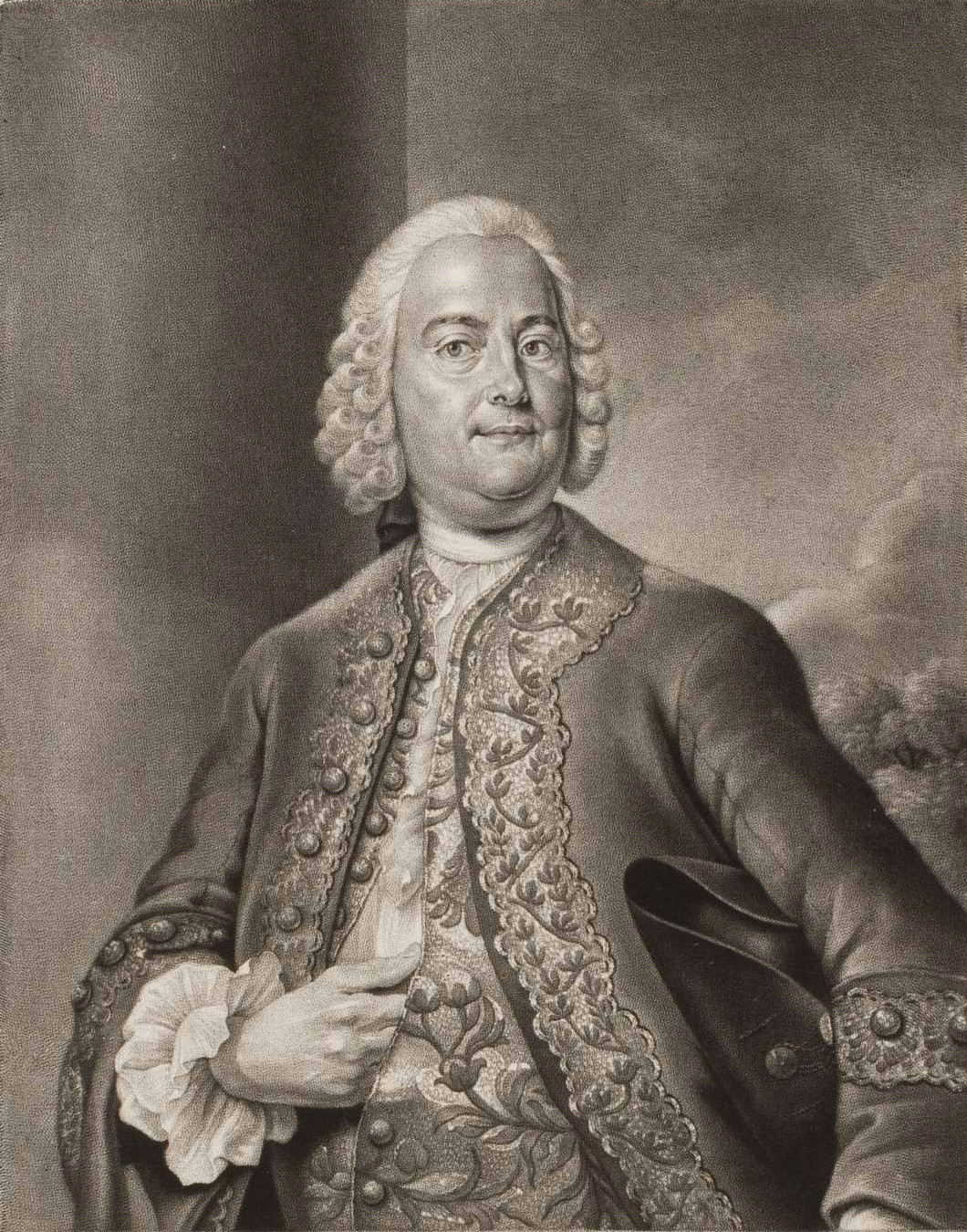
Carl Heinrich Graun, Valentin Daniel Preissler 1752 nach Andreas Möller

- 06. Januar: Die Opera seria Montezuma von Carl Heinrich Graun auf das Libretto von Friedrich dem Großen wird an der Königlichen Hofoper in Berlin uraufgeführt.
- 20. Januar: Am Königlichen Hoftheater in Dresden erfolgt die Uraufführung der Oper Ezio von Johann Adolph Hasse. Es ist bereits Hasses zweite Oper dieses Namens auf das Libretto von Pietro Metastasio und ist eine der spektakulärsten und aufwändigsten Inszenierungen am Dresdner Hof und jener Zeit insgesamt.

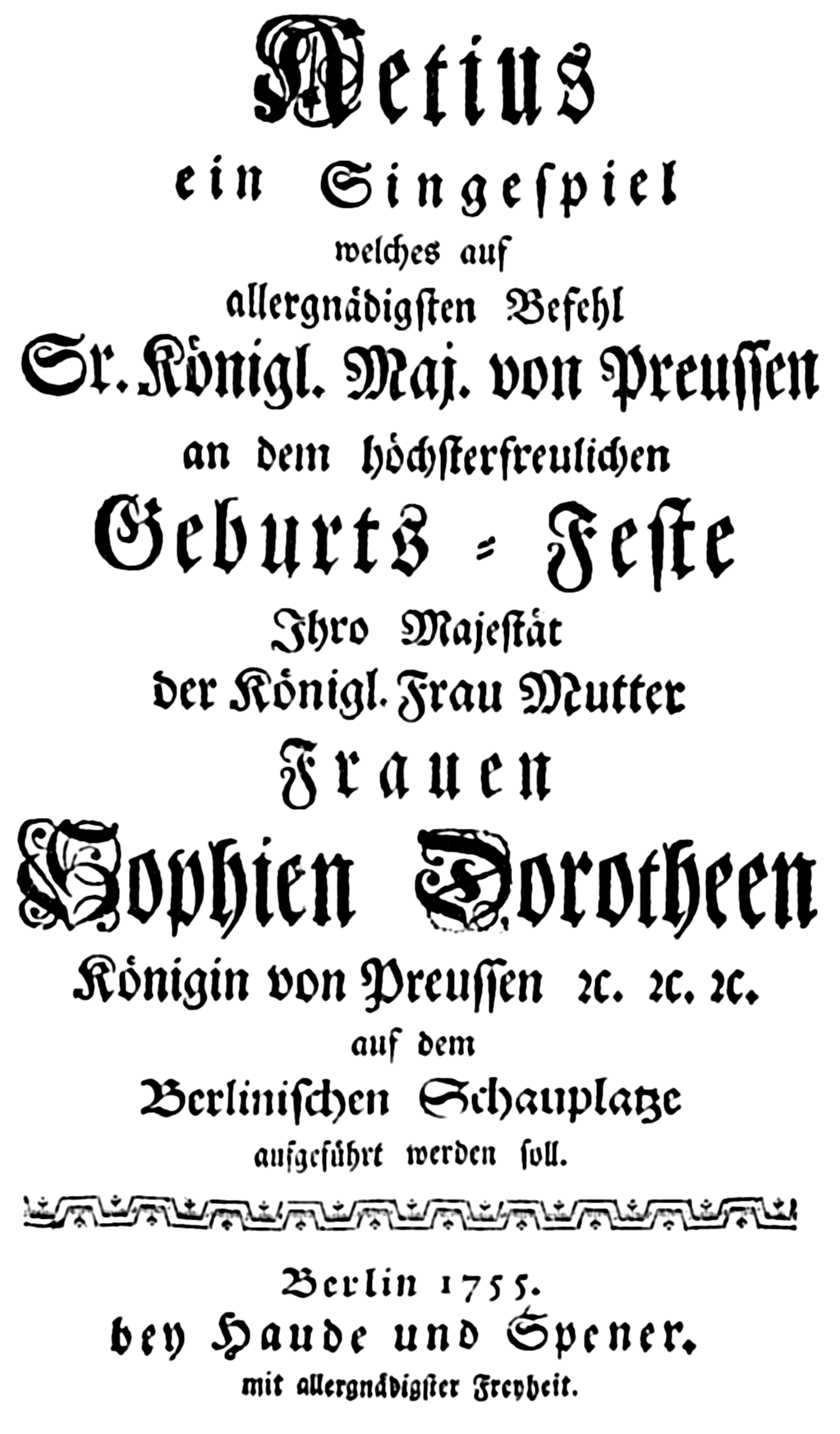
Deutsches Titelblatt des Librettos der Oper Ezio, Musik von Carl Heinrich Graun, Berlin 1755

- 16. März: Ebenfalls auf das Libretto von Pietro Metastasio wird die Oper Ezio von Carl Heinrich Graun an der Königlichen Hofoper in Berlin uraufgeführt.
- 31. März: Die Ópera do Tejo in Lissabon wird mit der Oper Alessandro nell’Indie von Davide Perez auf das Libretto von Pietro Metastasio eröffnet. Bereits am 1. November wird das Opernhaus durch das Erdbeben von Lissabon zerstört. Vor ihrer Zerstörung werden in dem Opernhaus noch zwei Opern von Antonio Mazzoni mit Libretti von Pietro Metastasio, La clemenza di Tito und Antigono, uraufgeführt.
- 15. Juni: Die Uraufführung der Oper Il Don Chisciotte von Ignaz Holzbauer findet in Schwetzingen statt.
- 30. August: Die Uraufführung der Oper Enea nel Lazio von Niccolò Jommelli erfolgt in Stuttgart.
- 15. November: Die Opera buffa in drei Akten La diavolessa von Baldassare Galuppi (Musik) mit einem Libretto von Carlo Goldoni wird im Teatro San Samuele in Venedig uraufgeführt.
- Johann Friedrich Agricola – Il tempio d’amore
- Pierre Montan Berton – Deucalion et Pyrrha
- Egidio Duni – L’olimpiade

### Oratorien
- Carl Heinrich Graun – Der Tod Jesu
- Georg Philipp Telemann – Der Tod Jesu TWV 5:6

### Instrumentalmusik
- Carl Philipp Emanuel Bach: Flötenkonzert G-Dur H 445/Wq 169
- Leopold Mozart – Divertimento in F-Dur Musikalische Schlittenfahrt

## Geboren

### Geburtsdatum gesichert
- 11. Februar: Albert Christoph Dies, deutscher Maler und Schriftsteller; Verfasser von Biographische Nachrichten von Joseph Haydn († 1822)
- 21. Februar: Antonio Bagatella, italienischer Musiktheoretiker und Geigenbauer († 1829)
- 28. Februar: Maria Theresia von Ahlefeldt, deutsche Komponistin und Pianistin († 1810)
- 02. März: Antoine-Frédéric Gresnick, belgischer Komponist († 1799)
- 11. März: Nikolaus Ferdinand Auberlen, württembergischer Musiker und Komponist († 1828)
- 14. März: Ignazio Alessandro Cozio di Salabue, italienischer Violinenhändler, -sammler und -fachmann († 1840)
- 05. April: Vincenc Mašek, böhmischer Komponist († 1831)
- 01. Mai: Brigida Banti, italienische Opernsängerin († 1806)
- 12. Mai: Giovanni Battista Viotti, italienischer Violinist und Komponist († 1824)
- 18. Juni: Louise-Rosalie Lefebvre, französische Mezzosopranistin, Schauspielerin und Tänzerin († 1821)
- 01. August: Antonio Capuzzi, italienischer Violinist und Komponist († 1818)
- 09. Oktober: Nonnosus Brand, bayerischer Komponist, Organist und Musikpädagoge († 1793)
- 10. November: Franz Anton Ries, deutscher Violinist († 1846)
- 21. November: Andreas Clemens Biber, deutscher Klavierbauer († 1830)

### Geboren um 1755
- Antonio Nava, italienischer Gitarrist, Komponist und Musikpädagoge († 1826)
- José Francisco Velásquez der Ältere, venezolanischer Komponist († 1805)

## Gestorben

### Todesdatum gesichert
- 07. Januar: Gallus Zeiler, deutscher Benediktiner, Abt des Klosters Sankt Mang und Klosterkomponist (* 1705)

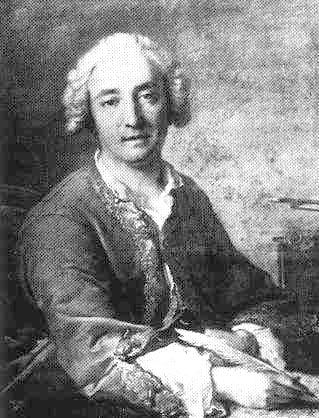
Joseph-Nicolas-Pancrace Royer; † 11. Januar

- 11. Januar: Joseph-Nicolas-Pancrace Royer, französischer Komponist und Cembalist (* 1703)
- 15. Januar: Azzolino Bernardino della Ciaia, italienischer Komponist (* 1671)
- 24. März: Theodor Christlieb Reinhold, deutscher Komponist (* 1682)
- 00. April: Anastasia Robinson, englische Opernsängerin (* um 1692)
- 25. Mai: Gustavus Hesselius, schwedisch-US-amerikanischer Maler und Orgelbauer (* 1682)
- 10. Juni: Johann Christoph Mocker II., deutscher Orgelbauer (* 1755)
- 21. Juni: Giovanni Porta, italienischer Komponist (* um 1675)
- 23. Juni: Johann Caspar Bachofen, Schweizer Komponist und Musiklehrer (* 1695)
- 06. Juli: Pietro Paolo Bencini, italienischer Komponist und Kapellmeister (* um 1670)
- 09. Juli: Johann Gottlob Harrer, deutscher Komponist und Chorleiter (* 1703)
- 04. August: Johann Christoph Thielemann, deutscher Orgelbauer (* 1682)
- 06. August: Johann Kaspar Wetzel, deutscher evangelischer Theologe, Hymnologe und Kirchenlieddichter (* 1691)
- 14. August: Jean-Baptiste Anet, französischer Komponist und Violinist (* 1676)
- 30. September: Francesco Durante, italienischer Komponist (* 1684)
- 27. Oktober: Johann Michael Breunig, deutscher Komponist (* 1699)
- 28. Oktober: Joseph Bodin de Boismortier, französischer Flötist, Cembalist und Komponist (* 1689)
- 01. November: Francisco António de Almeida, portugiesischer Komponist (* 1702)
- 20. November: Gioacchino Sarao, italienischer Theorbist und Komponist (* 1688)

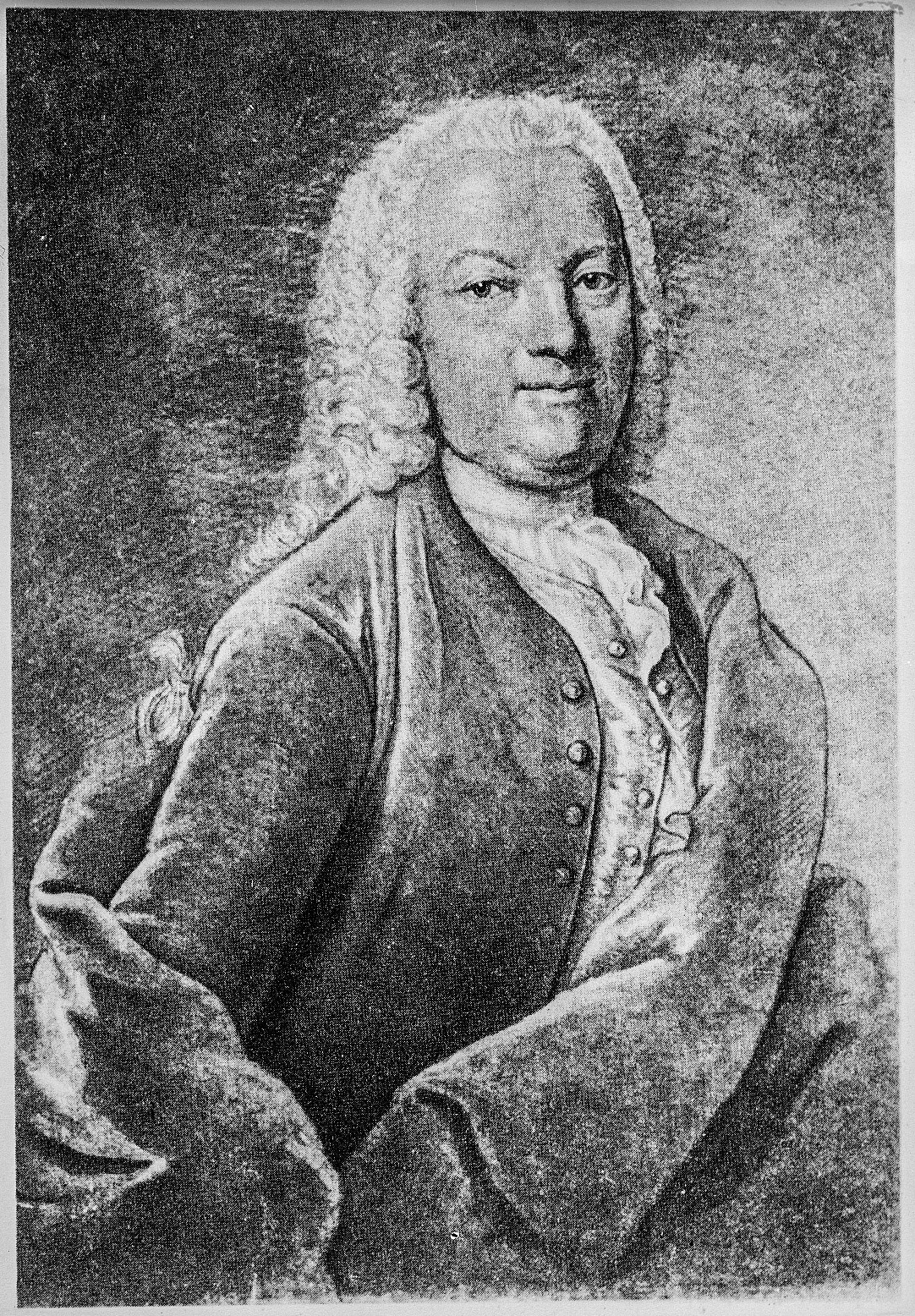
Johann Georg Pisendel; † 25. November

- 25. November: Johann Georg Pisendel, deutscher Violinist und Komponist (* 1687)
- 30. November: Johann Elias Bach, deutscher Komponist aus der Familie Bach (* 1705)
- 01. Dezember: Maurice Greene, englischer Komponist und Organist (* 1696)
- 08. Dezember: Jean-Baptiste Stuck, italienisch-französischer Cellist und Komponist (* 1680)
- 21. Dezember: Caspar Ruetz, deutscher Kantor und Komponist (* 1708)
- 21. Dezember: Manuel de Sumaya, mexikanischer Komponist (* 1680)

### Genaues Todesdatum unbekannt
- Rosa Bavarese, deutsche Opernsängerin (Sopran) und bayerische kurfürstliche Kammersängerin (* um 1710)

### Gestorben nach 1755
- Johann Jacob Köpler, deutscher Orgelbauer (* vor 1700)